# День Военно-Морского Флота
День Вое́нно-Морско́го Фло́та — памятный день Военно-Морского Флота Российской Федерации. Отмечается ежегодно в последнее воскресенье июля. Установлен Указом Президента Российской Федерации от 31 мая 2006 года № 549 «Об установлении профессиональных праздников и памятных дней в Вооружённых силах Российской Федерации».
В День ВМФ России свой профессиональный праздник отмечают все те, кто стоит на страже морских рубежей России, все те, кто связывает годы жизни и службы с обеспечением боеготовности кораблей и частей ВМФ, члены семей военнослужащих, рабочие и служащие флотских учреждений и предприятий, ветераны Великой Отечественной войны и Вооружённых Сил.

## История празднования Дня Военно-Морского Флота
Идея ежегодного торжественного празднования в честь флота принадлежит Петру I. 27 июля (7 августа по новому стилю) 1714 года российский флот одержал победу при Гангуте. Пётр I повелел ежегодно 27 июля отмечать день Гангутской победы торжественными богослужениями, морскими парадами и фейерверками. Так этот день стал своего рода праздником российского военного флота. Позже празднование Гангутской победы ограничивалось только торжественным молебном, но с середины XIX века 27 июля стали проводиться парады расцвеченных флагами кораблей и звучать орудийные салюты. Эта традиция прервалась после Октябрьской революции 1917 года.
С 1920 года по предложению Штаба морских сил Балтийского моря, в ближайший к 18 мая выходной день в Петрограде стали отмечать День Красного флота. В этот день (7 мая по старому стилю) в 1703 году российский флот одержал первую победу на Балтике.
В Советском Союзе День Военно-Морского Флота был установлен по предложению наркома ВМФ СССР Н. Г. Кузнецова Постановлением Совета Народных Комиссаров СССР и ЦК ВКПб от 22 июня 1939 года, согласно которому праздник должен был отмечаться ежегодно 24 июля. В постановлении говорилось: «В целях мобилизации широких масс трудящихся вокруг вопросов строительства Рабоче-Крестьянского Военно-Морского Флота Союза ССР и стоящих перед ним задач установить День Военно-Морского Флота Союза ССР». Парады военных кораблей в День ВМФ СССР проходили ежегодно, начиная с 1939 года, за исключением военных лет Великой Отечественной войны.
На последнее воскресенье июля эта праздничная дата была перенесена Указом Президиума Верховного Совета СССР от 1 октября 1980 года № 3018-Х «О праздничных и памятных днях». Затем эта дата была подтверждена Указом Президиума Верховного Совета СССР от 1 ноября 1988 года № 9724-XI «О внесении изменений в законодательство СССР о праздничных и памятных днях», а также последующими законодательными актами.
Празднование в каждое последнее воскресенье июля Дня Военно-Морского-Флота в качестве памятного дня было закреплено указом Президента Российской Федерации от 31 мая 2006 года № 549 «Об установлении профессиональных праздников и памятных дней в Вооружённых Силах Российской Федерации». Праздник был учреждён наряду с другими «в целях возрождения и развития отечественных воинских традиций, повышения престижа военной службы и в знак признания заслуг военных специалистов в решении задач обеспечения обороны и безопасности государства».

## День ВМФ в современной России

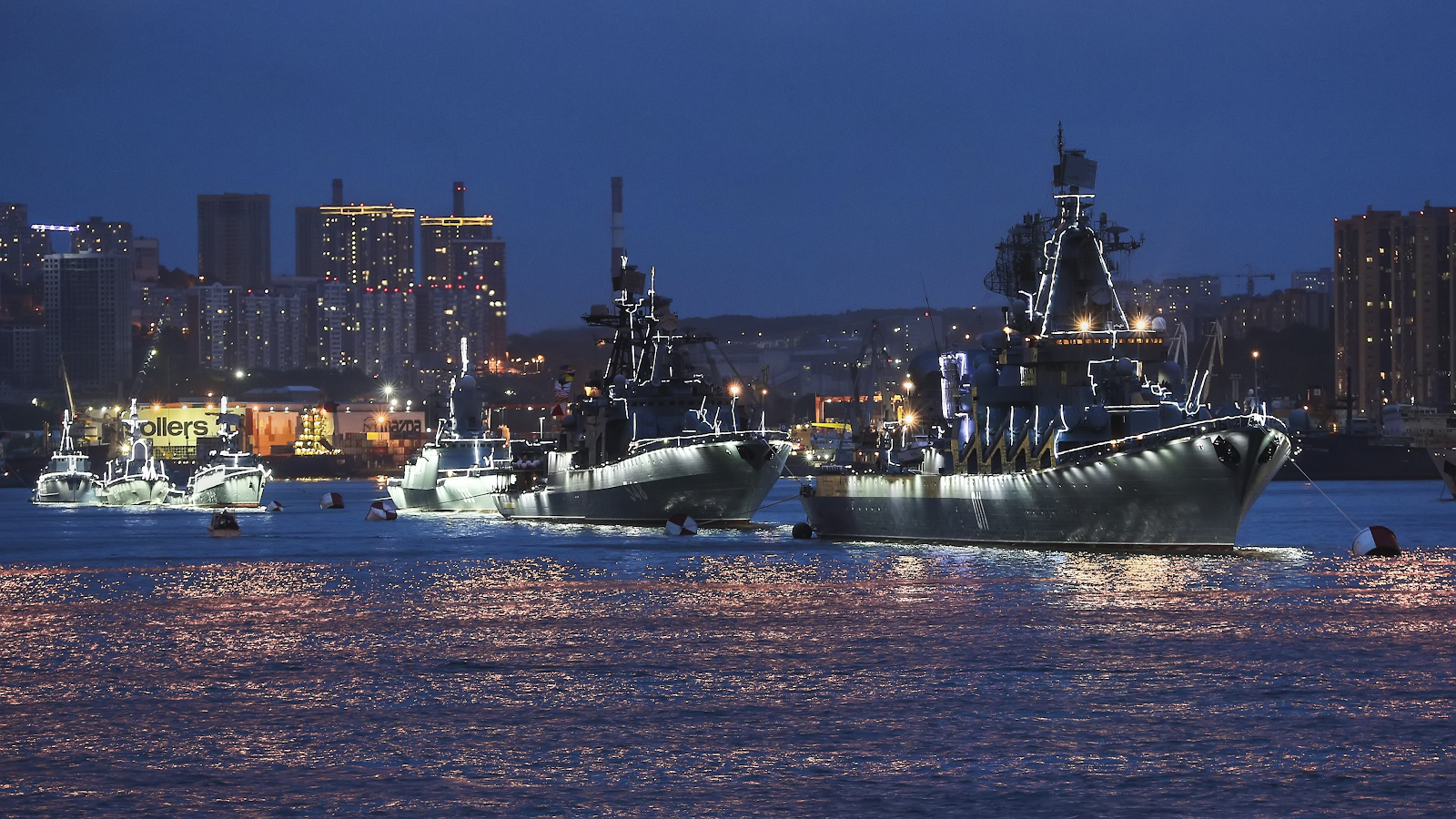
Корабли Тихоокеанского флота в парадном строю на рейде в бухте Золотой Рог, 2020

День ВМФ России — дань чести и славы военным морякам всех поколений, их матерям и жёнам, их близким. День ВМФ — это память России о морской славе.
Ежегодное празднование Дня ВМФ России традиционно начинается с торжественного построения личного состава флотских частей и ритуала подъёма на кораблях Андреевского флага и флагов расцвечивания (сигнальных флагов). В этот день проходят военные парады и военно-спортивные состязания в местах базирования Тихоокеанского, Северного, Балтийского и Черноморского флотов, а также Каспийской флотилии — во Владивостоке, Североморске, Балтийске, Санкт-Петербурге, Кронштадте, Севастополе, Новороссийске, Каспийске и других городах. На некоторых боевых кораблях для гражданского населения проводится «день открытых дверей». Руководство страны и высшие чины ВМФ РФ поздравляют своих подчинённых с этим профессиональным праздником, а наиболее отличившиеся военнослужащие награждаются государственными наградами, внеочередными воинскими званиями, памятными подарками, правительственными грамотами и благодарностями командования российского флота. Завершаются праздничные мероприятия, как правило, праздничными концертами и салютом.
28 июля 1996 года празднование Дня ВМФ совпало с торжествами по случаю 300-летия российского флота. Тогда на Неве и Кронштадском рейде в Санкт-Петербурге состоялся Главный юбилейный морской парад из 20 российских боевых кораблей и авиации — 14 самолётов и вертолётов. Кроме этого в праздновании приняли участие корабли ВМС Франции, Италии, Германии, Великобритании, США, Канады, Испании, Индии, Нидерландов и Финляндии. В 2014 году ко Дню ВМФ в Воронеже был открыт для посещения парусный корабль-музей «Гото Предестинация».
С 2017 года, указом Президента России от 27 июля 2017 года, восстановлена традиция проведения в этот день Главного военно-морского парада в Санкт-Петербурге. В параде принимают участие моряки Балтийского, Черноморского, Северного, Тихоокеанского флотов и Каспийской флотилии, а также в сирийском порту Тартус..
В главном морском параде 2017 года было задействовано порядка 40 кораблей, подлодок и катеров, 46 самолётов и вертолётов, свыше 5000 моряков.
В 2018 году в главном военно-морском параде, посвященном Дню ВМФ России, впервые принял участие парусный корабль «Полтава». В праздновании Дня ВМФ 2019 года принимали участие гости из зарубежных стран — индийский фрегат «Таркаш» и китайский эскадренный миноносец «Си Ань». В 2021 году гостями парада стали корабли ВМФ Индии, Ирана и Пакистана. В 2024 году в праздничных мероприятиях, также как и годом ранее, принимали участие парусники «Седов», «Крузенштерн», «Мир», гостями из зарубежных стран стали корабли ВМС Китая, Индии и Алжира.

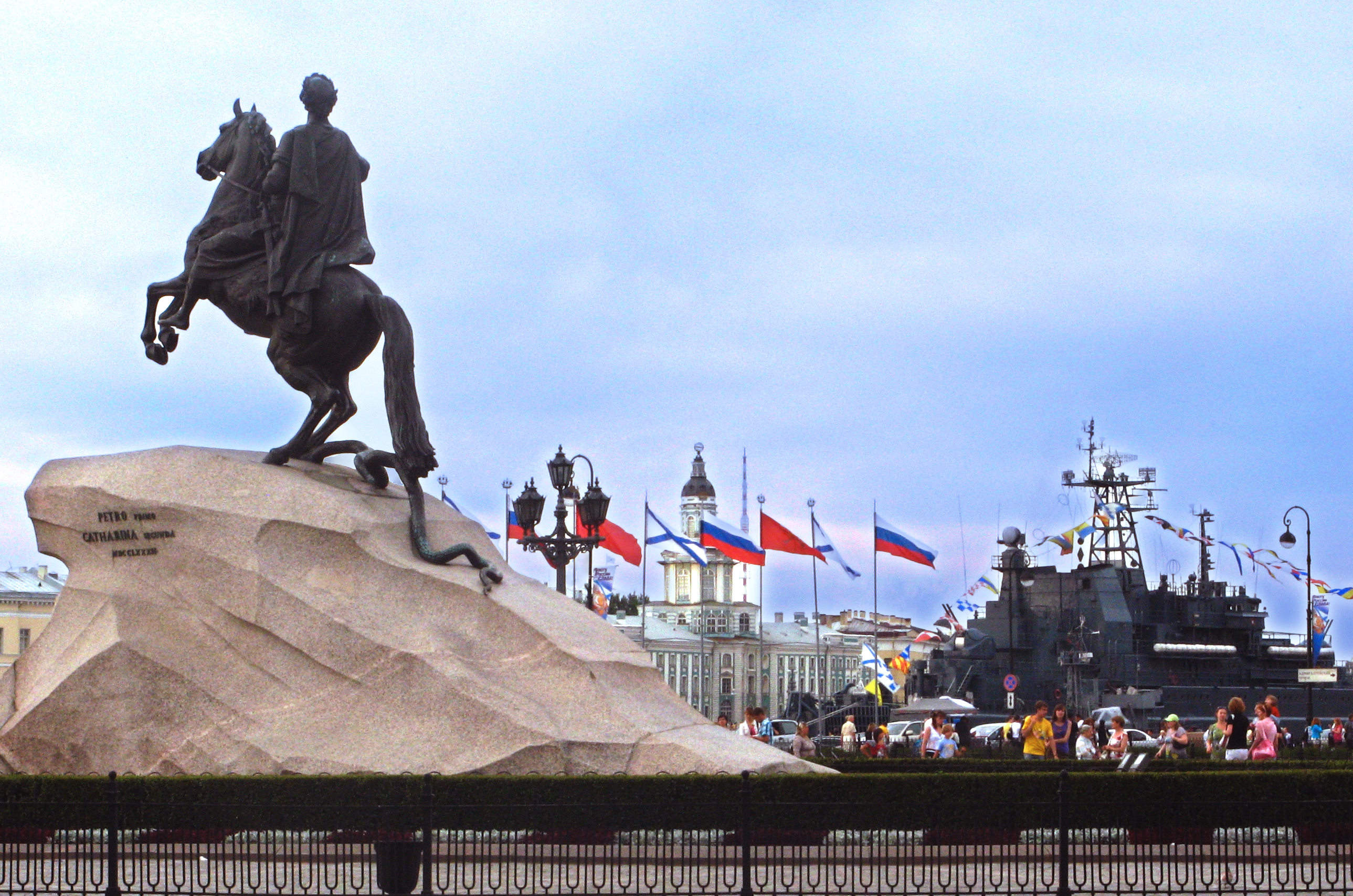
День ВМФ в Санкт-Петербурге
Парад
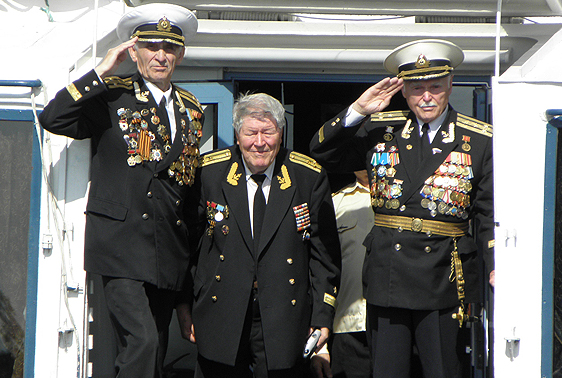
Ветераны войны на праздновании Дня ВМФ России
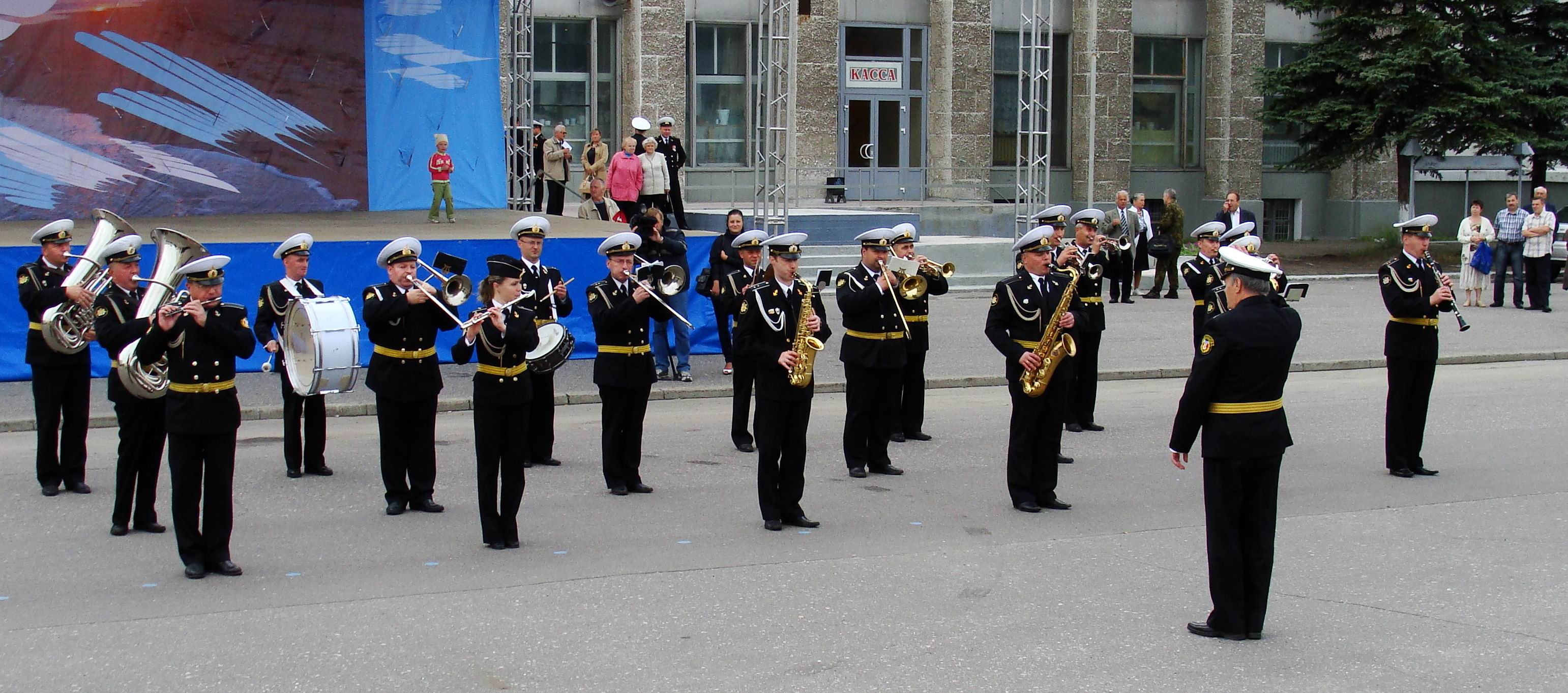
Выступление оркестра Беломорской базы в честь Дня Военно-Морского Флота в городе Северодвинске.
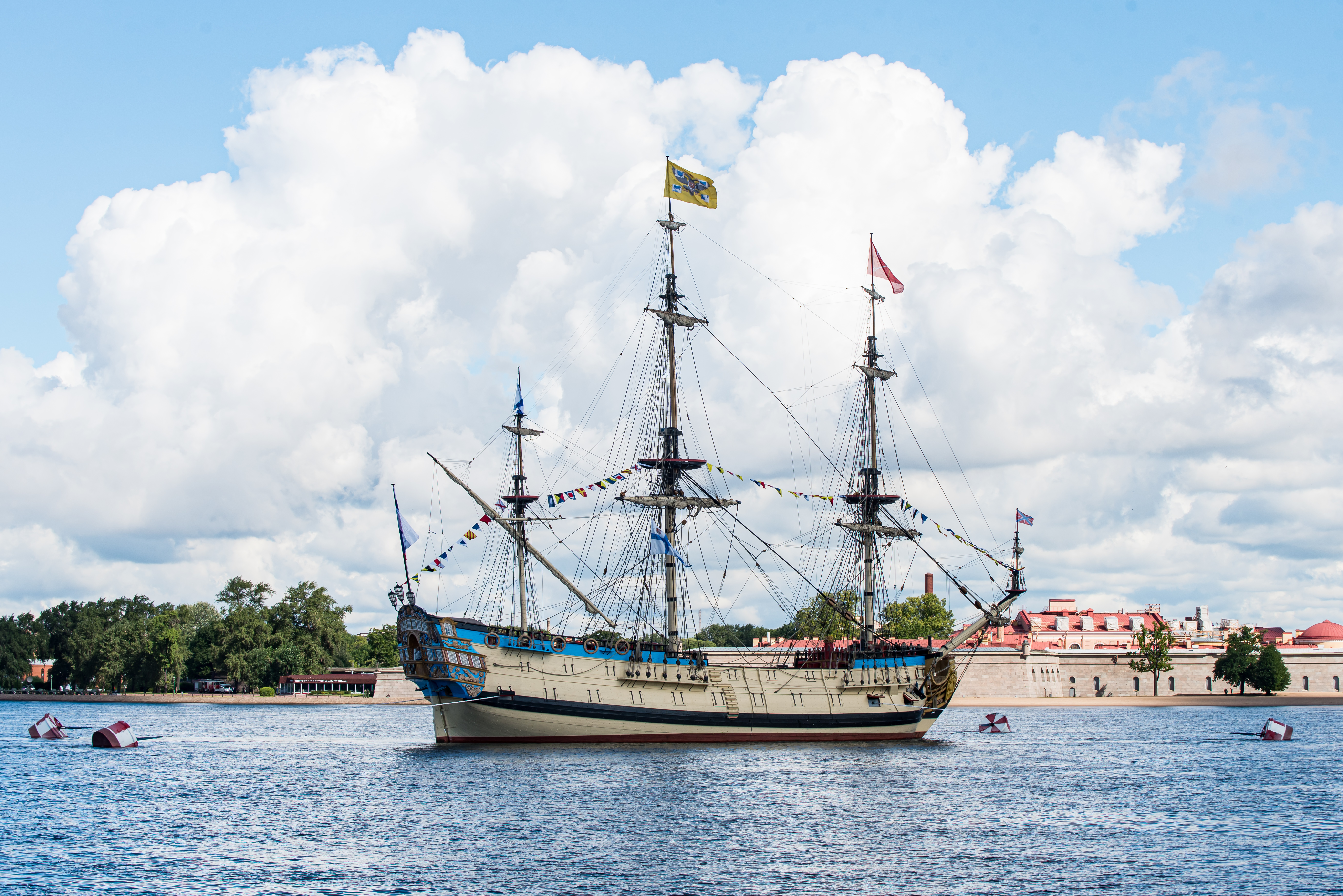
Парусный линейный корабль «Полтава»
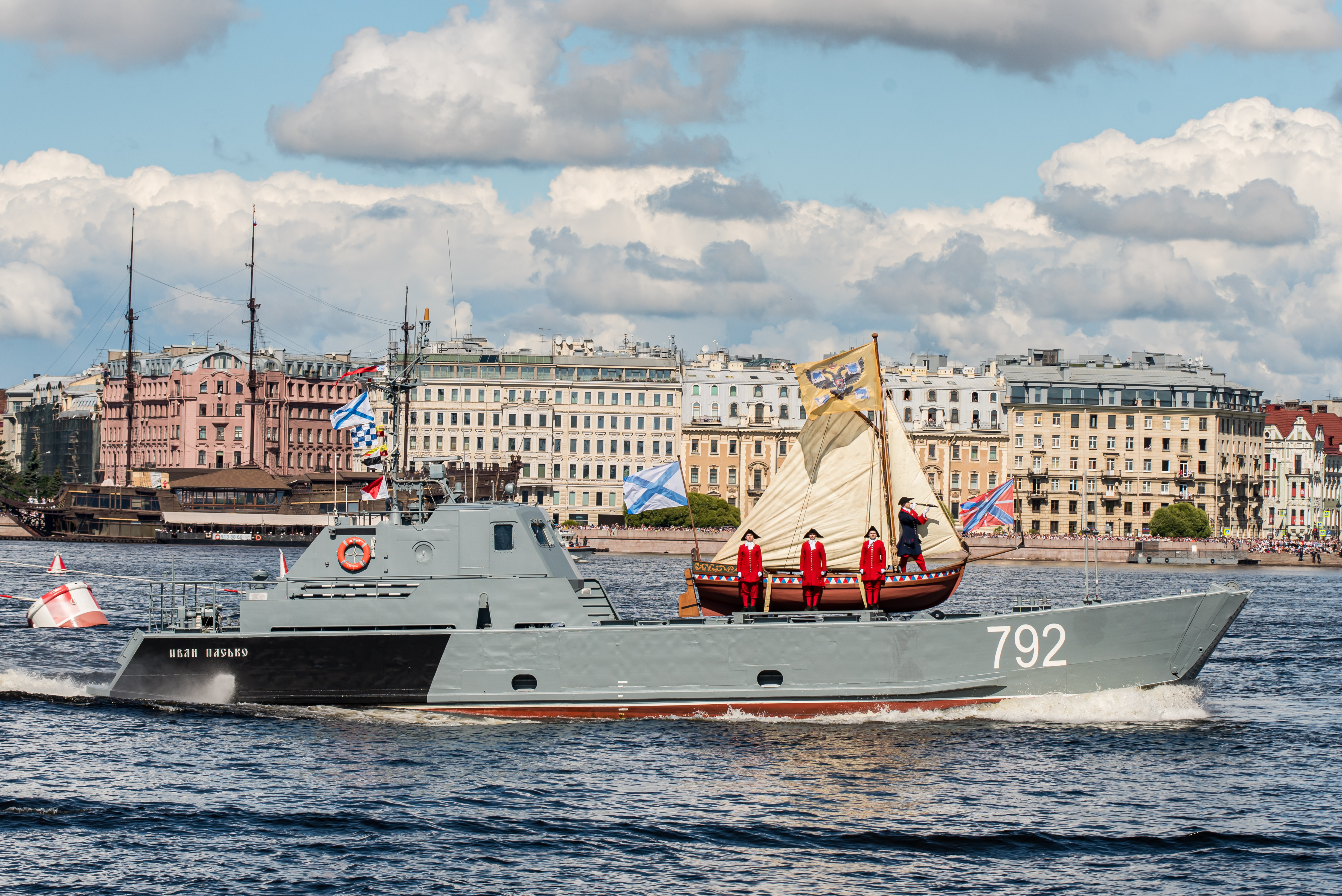
Десантный катер «Иван Пасько» с ботиком Петра I
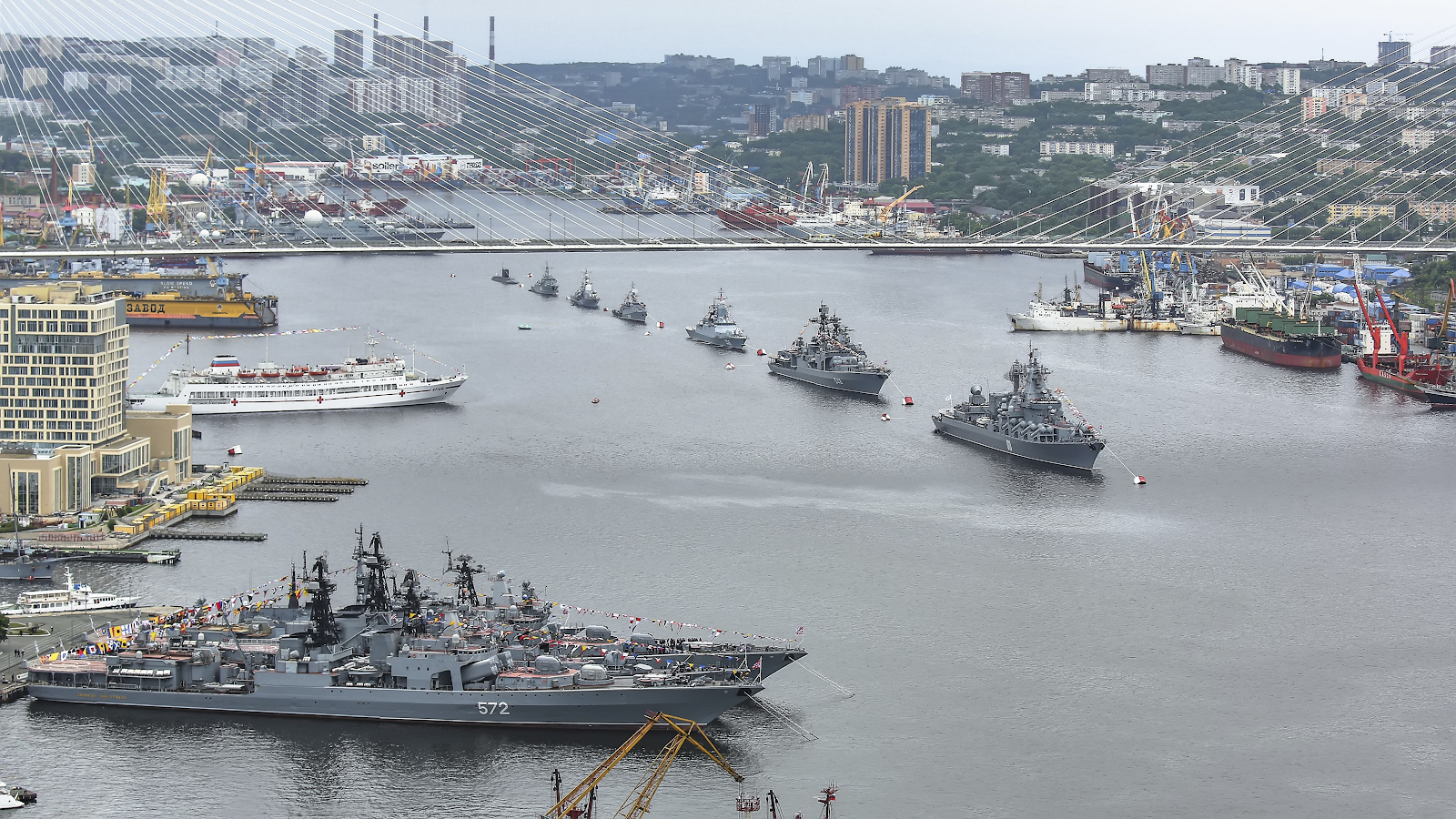
Морской парад во Владивостоке, 2020 г.
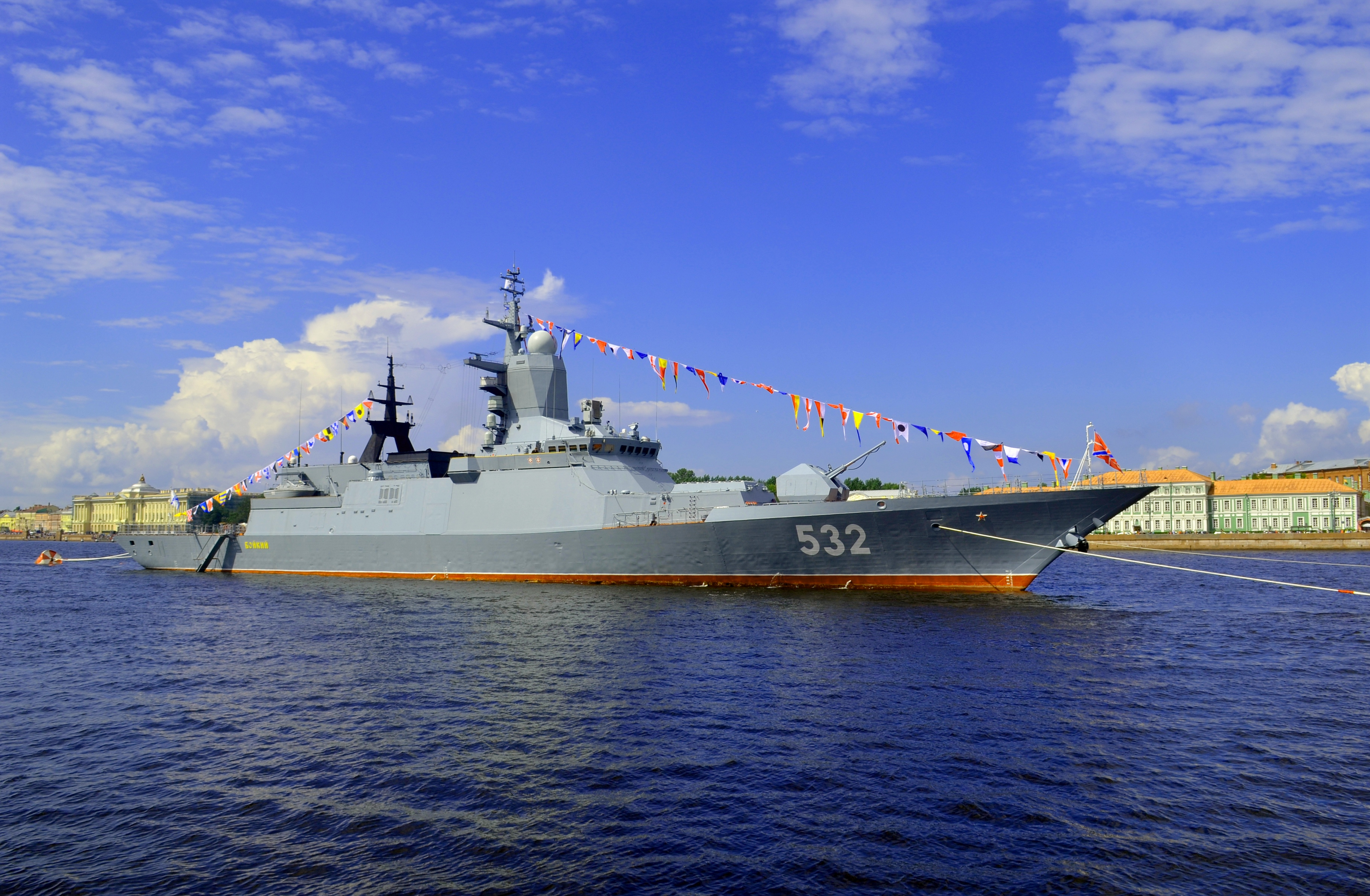
Корвет «Бойкий»